# Sir John Soane’s Museum

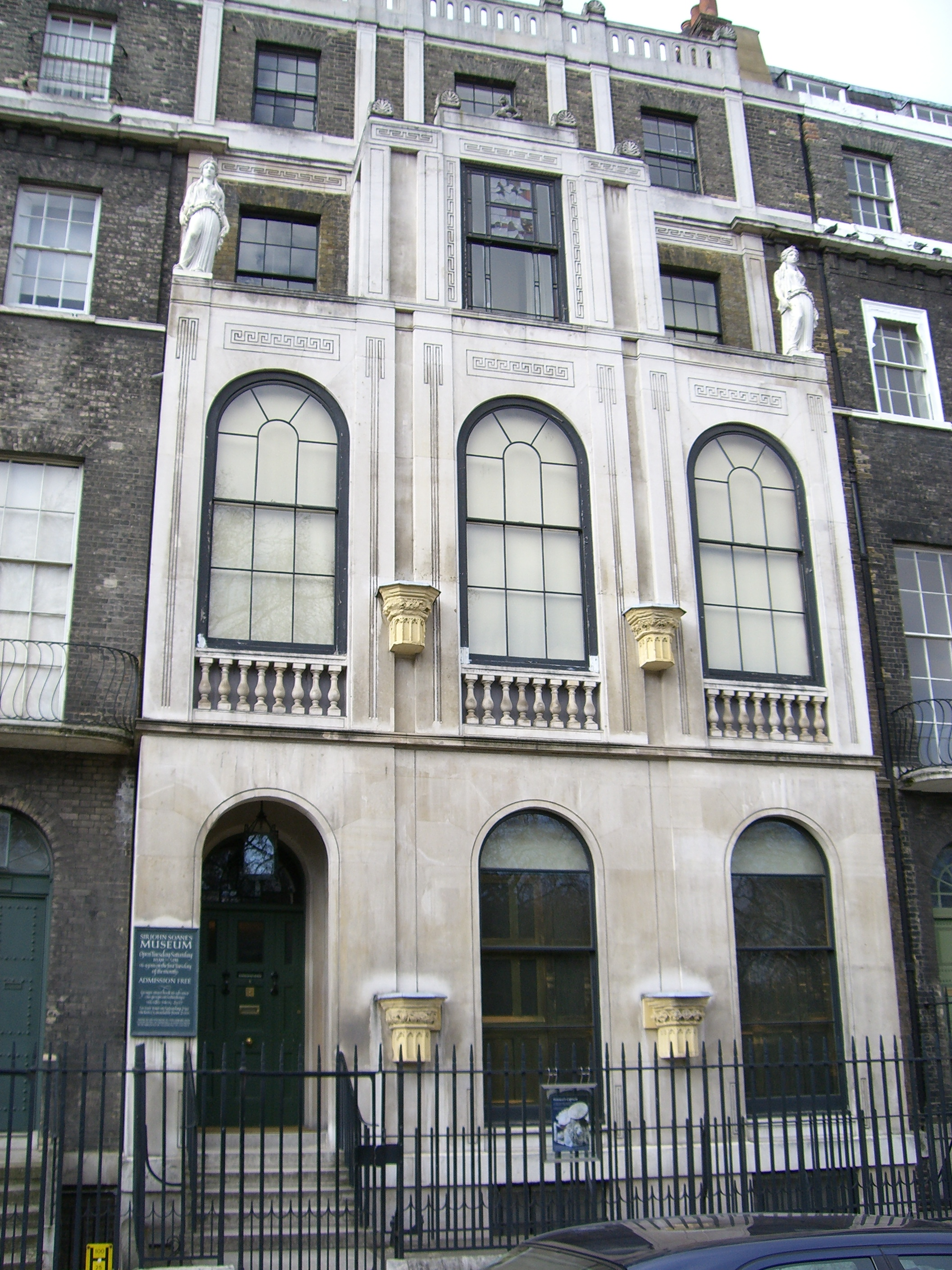
Sir John Soane's Museum

Sir John Soane’s Museum ist ein Museum in London, das aus den drei zusammengelegten ehemaligen Wohnhäusern John Soane besteht. Das Museum wurde im 19. Jahrhundert gegründet. Die Gründung des Museums wird mit dem 20. April 1833 durch den „Act of Parliament to settle and preserve the house and collection for the benefit of ‚amateurs and students‘ in architecture, painting and sculpture“ angegeben. Das Gesetz umfasst jedoch nur die Bestimmung der Nutzung des Wohnhauses Soanes nach seinem Tode. Die Häuser wurden erst nach seinem Tod 1837 in ein Museum umgewandelt.

## Geschichte
Die drei Häuser, die Soane entkernte und neu ausbaute, liegen auf der Nordseite der Lincoln’s Inn Fields im Borough London Borough of Camden. Zuerst wurde das Haus Nummer 12 umgestaltet, was zwischen 1792 und 1794 geschah. Es handelt sich hierbei um ein einfaches Haus aus schwarzem Backstein. Nach seiner Ernennung zum Professor an der Royal Academy im Jahr 1806 kaufte Soane das Haus Nummer 13 hinzu. Das neu gekaufte Haus wurde in zwei Phasen, 1808–09 und 1812, umgebaut. Während des ersten Umbaus wurden die Räume auf der Rückseite, die in Richtung der Stallungen lagen, neu gestaltet. 1812 wurde der vordere Teil des Hauses umgestaltet, einschließlich der Fassade aus Portland-Stein. Nach dem Umbau des Hauses und dem Einzug Soanes wurde das Haus Nummer 12 vermietet. Nach seinem Tod wurde das Haus Nummer 12 ebenfalls dem Staat vermacht, um die Kosten des laufenden Betriebs des Museums zu decken. Nachdem das Haus Nummer 13 fertiggestellt wurde, machte Soane das Haus durch kontinuierliche Umgestaltung der Innenausstattung zu einer Art architektonischem Versuchslabor.
1823 erwarb der siebzigjährige Soane ein weiteres Nachbarhaus, die Nummer 14, welches er im gleichen Jahr umzubauen begann. Die Arbeiten wurden im darauf folgenden Jahr beendet. Die Umbaumaßnahmen sollten Soane die Gestaltung einer Galerie erlauben. Der vordere Teil wurde von Soane verkauft.
Seit 1969 wird das Haus Nummer 12 als Forschungsbibliothek, für Büros und seit 1995 als „Soane Gallery“ mit wechselnden Ausstellungen genutzt. Zwischen Soanes Tod und dem Jahr 1947 konnte die Museumsstiftung nur auf die ursprüngliche Schenkung Soanes zurückgreifen. Seither erhält das Museum eine jährliche Beihilfe der britischen Regierung. Das Museum ist heute ein nationales Zentrum der Architektur. 1997 wurde das Haus Nummer 14 mit Hilfe des „Heritage Lottery Fund“ (gemeinnützige Lotteriestiftung) gekauft. 2006 wurden die Restaurierungsarbeiten abgeschlossen, das Haus soll zu Bildungszwecken dienlich sein.

## Museumsleitung
Nach Soanes Testament sollen ein männlicher Kurator und eine weibliche Inspektorin das Museum leiten. 1995 wurde erstmals eine Frau als Kuratorin eingesetzt. Seit 2005 wurde die Bezeichnung "Kurator" abgeschafft und durch "Direktor" ersetzt.
Bisherige Kuratoren und Inspektorinnen (seit 1945):
- 1945–1984: John Summerson (Kurator), Dorothy Stroud (Inspektorin, bis 1985)
- 1984–1995: Peter Thornton (Kurator), Margaret Richardson (Inspektorin, ab 1985)
- 1995–2005: Margaret Richardson (Kuratorin), Helen Dorey (Inspektorin)
- 2005–2013: Tim Knox (Direktor), Helen Dorey (Inspektorin)
- 2013–2016: Abraham Thomas (Direktor), Helen Dorey (Inspektorin)
- 2016–2023: Bruce Boucher (Direktor), Helen Dorey (Inspektorin)
- seit 2024: Will Gompertz (Direktor), Helen Dorey (Inspektorin)

## Architektur

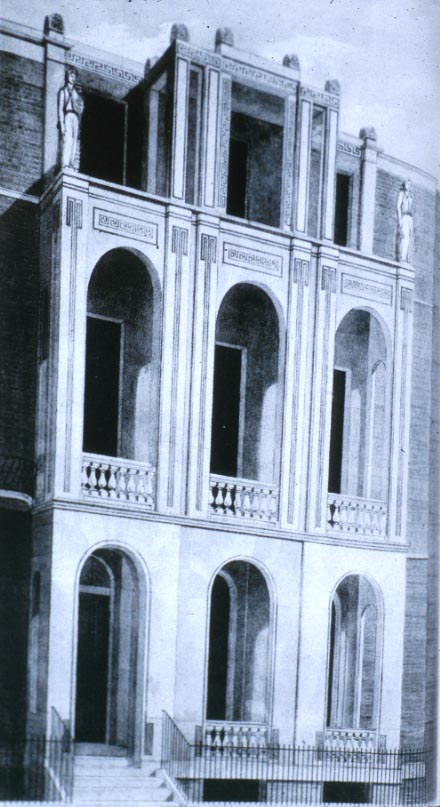
Die Fassade von Nummer 12, ca. 1812. Die Verglasung der Loggien erfolgte später.

Das frühere Wohnhaus und spätere Museumsgebäude wurde durch die Umbauten in einen neo-klassizistischen Stil versetzt, für den Soane bekannt war. Der heutige Haupteingang befindet sich in Lincoln’s Inn Fields No. 13. Von hier sind alle Räume des Museums zu erreichen.
Die bekanntesten Räume des Museums befinden sich im hinteren Teil, welche zumeist durch Deckenlichter mit Tageslicht beleuchtet werden. Die Galerie verfügt über Flügel, die ein- und ausgeklappt werden können und somit eine größere Fläche für das Aufhängen von Bildern bieten. Die Flügel erlauben eine dreifache Fläche zum Platzieren von Bildern. Gerne wird den Besuchern dieser Teil des Museums gezeigt.
Die Gebäude Nummer 12 und 13 verfügen über ein halbes Dutzend Zimmer, viele von ihnen in sehr ungewöhnlicher Art, z. B. die kuppelförmige Decke im Frühstückszimmer, in die ein konvexer Spiegel eingesetzt ist, inspirierte Architekten rund um den Globus. Die Bibliothek zeigt den gotischen Einfluss und ist in einem üppigen Pompejanisch-rot gehalten. Das Studierzimmer enthält eine Sammlung von römischen Artefakten und zwei Innenhöfe. Diese Innenhöfe heißen Monument Court und Monk’s Yard und beherbergen, wie das Studierzimmer, weitere architektonische Fragmente. Der Monument Court ist dabei klassizistisch gehalten mit einer zentralen Säule, der Monk’s Yard hingegen repräsentiert den gotischen Stil und zeigt mittelalterliche Steinarbeiten vom Palace of Westminster.

## Sammlung
Soanes Sammlung umfasst ungefähr 30.000 architektonische Zeichnungen, darunter Originalzeichnungen von Robert Adam, sowie ein Buch von Zeichnungen von John Thorpe. Die Sammlung originaler Adamszeichnungen ist die größte ihrer Art. Weiterhin sind architektonische Exponate vorhanden. Die Kollektion von neoklassizistischen Skulpturen beinhaltet Gips- und Terrakotta-Werke von John Flaxman.
In der Sammlung befinden sich zwei der bekanntesten Bilderserien des gesellschaftskritischen englischen Malers William Hogarth: die acht Gemälde über den Lebenslauf eines Wüstlings („A Rake’s Progress“) und die vier satirischen Ölbilder über die Bestechungsmethoden bei der Wahl des Oxforder Parlamentsabgeordneten aus dem Jahr 1754 („The Election“).
Ein alabasterner Sarkophag Sethos I. ist in der „Sepulchral Chamber“ („Grabkammer“) ausgestellt. Zu Ehren der Ankunft des Exponates wurde ein dreitägiges Fest gehalten, als der Sarkophag aufgestellt wurde.
Ein weiterer faszinierender Raum ist das „Monk’s Parlour“ („Mönchssalon“), der etwas morbide eingerichtet ist.